# Bushehr (provins)
Bushehr (persiska: بوشِهْر), eller Ostan-e Bushehr (استان بوشهر), är en provins (ostan) i södra Iran, vid Persiska viken. Den hade 1 163 400 invånare år 2016, på en yta av 22 742 km². Administrativ huvudort är staden Bushehr. Andra större städer är Borazjan och Ganaveh.

## Administrativ indelning
Provinsen Bushehr var vid folkräkningen 2016 indelad i 10 delprovinser (shahrestan), i sin tur indelade på ytterligare administrativa nivåer.
- Asaluyeh
- Bushehr
- Dashtestan
- Dashti
- Dayyer
- Deylam
- Ganaveh
- Jam
- Kangan
- Tangestan